# ویتزوم
ویتزوم (به آلمانی: Witsum) یک شهر در آلمان است که در نوردفرایسلند واقع شده‌است. ویتزوم ۴۴ نفر جمعیت دارد.